# Radosław Lubczyk
Radosław Lubczyk (ur. 18 lipca 1978 w Szczecinku) – polski lekarz dentysta, żołnierz zawodowy i polityk, poseł na Sejm VIII, IX i X kadencji.

## Życiorys
Absolwent Akademii Medycznej w Warszawie (2004). W 2009 ukończył Wyższą Szkołę Oficerską Wojsk Lądowych we Wrocławiu. Był żołnierzem zawodowym. Po powrocie do Szczecinka podjął praktykę jako stomatolog w prywatnych gabinetach w tym mieście oraz w Świdwinie. Został też prezesem Klubu Sportowego „Wielim” Szczecinek.
W wyborach parlamentarnych w 2015 kandydował do Sejmu w okręgu koszalińskim z pierwszego miejsca na liście Nowoczesnej Ryszarda Petru. Uzyskał mandat posła VIII kadencji, otrzymując 6236 głosów.
W październiku 2017 objął funkcję przewodniczącego Nowoczesnej w województwie zachodniopomorskim, którym został po pokonaniu w wewnętrznych wyborach Piotra Misiły, dotychczasowego lidera partii w regionie. W czerwcu 2019 nie przystąpił wraz z innymi posłami Nowoczesnej do klubu Koalicji Obywatelskiej, zostając posłem niezrzeszonym. W lipcu dołączył do KP PSL-Koalicja Polska (pozostając jeszcze przez kilka miesięcy członkiem Nowoczesnej). W wyborach w tym samym roku z powodzeniem ubiegał się z listy PSL o poselską reelekcję, otrzymując 6712 głosów. Wraz z innymi posłami wybranymi z list PSL zasiadł ponownie w klubie parlamentarnym Koalicji Polskiej. W 2022 został jednym z założycieli partii Centrum dla Polski wchodzącej w skład Koalicji Polskiej. W marcu 2023 został jej wiceprezesem.
W wyborach w 2023 jako kandydat koalicji Trzecia Droga trzeci raz uzyskał mandat poselski, zdobywając 14 353 głosy. Wraz z innymi posłami CdP zasiadł w klubie PSL-TD.

## Wyniki wyborcze
| Wybory | Komitet | Komitet                    | Organ              | Okręg | Wynik          |
| ------ | ------- | -------------------------- | ------------------ | ----- | -------------- |
| 2015   |         | Nowoczesna                 | Sejm VIII kadencji | nr 40 | 6236 (2,87%)   |
| 2019   |         | Polskie Stronnictwo Ludowe | Sejm IX kadencji   | nr 40 | 6712 (2,47%)   |
| 2023   |         | Trzecia Droga              | Sejm X kadencji    | nr 40 | 13 353 (4,46%) |

## Życie prywatne
Jest żonaty, ma troje dzieci. Jego żona Magdalena została w 2024 wybrana na radną Szczecinka.